# Myrmarachne collarti
Myrmarachne collarti är en spindelart som beskrevs av Roewer 1965. Myrmarachne collarti ingår i släktet Myrmarachne och familjen hoppspindlar. Inga underarter finns listade i Catalogue of Life.